# Desmoscolex rostratus
Desmoscolex rostratus är en rundmaskart som beskrevs av Timm 1970. Desmoscolex rostratus ingår i släktet Desmoscolex och familjen Desmoscolecidae. Inga underarter finns listade i Catalogue of Life.